# Campioni italiani assoluti di atletica leggera - Marcia maschile ≤ 20 km
Questa pagina raccoglie un elenco di tutti i campioni italiani dell'atletica leggera nelle specialità della marcia, su pista e su strada, della lunghezza pari o inferiore a 20 km. Sono comprese distanze non più presenti nel programma della competizione (1500 m, 3000 m, 5000 m, 10 000 m su pista, 15 km su strada) e quelle ancora oggi in calendario (10 km e 20 km su strada). È presente anche l'ora di marcia, inclusa nel programma dei campionati solo nell'edizione del 1920.

## Albo d'oro

### Marcia 1500 m
I 1500 metri di marcia hanno fatto parte del programma dei campionati dal 1907 al 1914.
| Anno | Atleta (società)                         | Prestazione |
| ---- | ---------------------------------------- | ----------- |
| 1907 | Antonio Pittarello Sport Pedestre Padova | 7'00"1/5(m) |
| 1908 | Pietro Fontana Sport Club Busto Arsizio  | 6'42"0(m)   |
| 1909 | Pietro Fontana Sport Club Busto Arsizio  | 6'31"2/5(m) |
| 1910 | Fernando Altimani Pro Patria Milano      | 6'53"0(m)   |
| 1911 | Fernando Altimani Pro Patria Milano      | 6'25"4/5(m) |
| 1912 | Fernando Altimani Pro Patria Milano      | 6'31"0(m)   |
| 1913 | Fernando Altimani Pro Patria Milano      | 6'07"3/5(m) |
| 1914 | Fernando Altimani Pro Patria Milano      | 6'27"2/5(m) |

### Marcia 3000 m
I 3000 metri di marcia sono entrati nel programma dei campionati nel 1921 e vi sono rimasti solo fino all'edizione successiva del 1922.
| Anno | Atleta (società)                       | Prestazione  |
| ---- | -------------------------------------- | ------------ |
| 1921 | Ugo Frigerio 12º Bersaglieri di Milano | 13'28"0(m)   |
| 1922 | Ugo Frigerio FC Internazionale Milano  | 13'32"4/5(m) |

### Marcia 5000 m
I 5000 metri di marcia sono stati parte del programma della competizione solo nell'edizione del 1930.
| Anno | Atleta (società) | Prestazione  |
| ---- | ---------------- | ------------ |
| 1930 | Mario Di Salvo ? | 22'56"1/5(m) |

### Marcia 10000 m
La gara dei 10 000 metri di marcia (su pista) fu inserita nel programma dei campionati a partire dall'edizione del 1907. Da allora ha continuato a far parte del programma delle gare dei campionati fino al 2011, con interruzioni nel 1930, dal 1932 al 1936, dal 1970 al 1978 e nel 1987. Nel 2012 è stata sostituita dai 10 km di marcia su strada.
| Anno      | Atleta (società)                                       | Prestazione            |
| --------- | ------------------------------------------------------ | ---------------------- |
| 1907      | Arturo Balestrieri Società Podistica Lazio             | 48'48"0(m)             |
| 1908      | Angelo Claro ?                                         | 50'52"4/5(m)           |
| 1909      | Pietro Fontana ?                                       | 46'42"0(m)             |
| 1910      | Fernando Altimani Pro Patria Milano                    | 50'49"0(m)             |
| 1911      | Fernando Altimani Pro Patria Milano                    | 49'03"3/5(m)           |
| 1912      | Fernando Altimani Pro Patria Milano                    | 48'20"2/5(m)           |
| 1913      | Fernando Altimani Pro Patria Milano                    | 45'49"0(m)             |
| 1914      | Giovanni Galli ?                                       | 46'33"3/5(m)           |
| 1915      | Edizioni non disputate                                 | Edizioni non disputate |
| 1916      | Edizioni non disputate                                 | Edizioni non disputate |
| 1917      | Edizioni non disputate                                 | Edizioni non disputate |
| 1918      | Edizioni non disputate                                 | Edizioni non disputate |
| 1919      | Ugo Frigerio ?                                         | 49'37"0(m)             |
| 1920      | Ugo Frigerio ?                                         | 46'19"0(m)             |
| 1921      | Ugo Frigerio 12º Bersaglieri di Milano                 | 47'36"2/5(m)           |
| 1922      | Armando Valente Pro Marassi                            | 48'50"2/5(m)           |
| 1923      | Ugo Frigerio ?                                         | 48'54"1/5(m)           |
| 1924      | Ugo Frigerio ?                                         | 48'28"0(m)             |
| 1925      | Ettore Gariboldi ?                                     | 47'51"4/5(m)           |
| 1926      | Armando Valente Pro Marassi                            | 46'57"0(m)             |
| 1927      | Armando Valente Pro Marassi                            | 48'29"2/5(m)           |
| 1928      | Armando Valente Pro Marassi                            | 50'46"1/5(m)           |
| 1929      | Armando Valente Pro Marassi                            | 49'18"3/5(m)           |
| 1930      | Gara non in programma                                  | Gara non in programma  |
| 1931      | Ugo Frigerio ?                                         | 46'56"2/5(m)           |
| 1932/1936 | Gara non in programma                                  | Gara non in programma  |
| 1937      | Giovanni Andreini ?                                    | 48'52"4/5(m)           |
| 1938      | Luigi Peri ?                                           | 48'18"4/5(m)           |
| 1939      | Giuseppe Kressevich Associazione Sportiva Edera        | 49'17"2/5(m)           |
| 1940      | Giuseppe Kressevich Associazione Sportiva Edera        | 49'20"4/5(m)           |
| 1941      | Giuseppe Kressevich Associazione Sportiva Edera        | 48'00"4/5(m)           |
| 1942      | Giuseppe Kressevich Associazione Sportiva Edera        | 47'12"1/5(m)           |
| 1943      | Giuseppe Kressevich Associazione Sportiva Edera        | 50'24"3/5(m)           |
| 1944      | Edizione non disputata                                 | Edizione non disputata |
| 1945      | Giuseppe Kressevich Associazione Sportiva Edera        | 47'17"0(m)             |
| 1946      | Pino Dordoni ?                                         | 47'36"8(m)             |
| 1947      | Pino Dordoni ?                                         | 47'02"2(m)             |
| 1948      | Pino Dordoni ?                                         | 47'31"0(m)             |
| 1949      | Pino Dordoni ?                                         | 46'37"6(m)             |
| 1950      | Pino Dordoni ?                                         | 46'22"0(m)             |
| 1951      | Pino Dordoni ?                                         | 45'51"2(m)             |
| 1952      | Pino Dordoni ?                                         | 46'02"2(m)             |
| 1953      | Pino Dordoni ?                                         | 47'44"3(m)             |
| 1954      | Pino Dordoni ?                                         | 47'26"3(m)             |
| 1955      | Pino Dordoni ?                                         | 46'04"2(m)             |
| 1956      | Abdon Pamich Associazione Amatori Atletica             | 45'37"4(m)             |
| 1957      | Pino Dordoni ?                                         | 45'44"8(m)             |
| 1958      | Abdon Pamich ?                                         | 46'02"0(m)             |
| 1959      | Abdon Pamich ?                                         | 46'14"0(m)             |
| 1960      | Abdon Pamich ?                                         | 45'19"4(m)             |
| 1961      | Abdon Pamich ?                                         | 45'11"4(m)             |
| 1962      | Abdon Pamich ?                                         | 44'20"2(m)             |
| 1963      | Abdon Pamich ?                                         | 45'49"6(m)             |
| 1964      | Abdon Pamich ?                                         | 45'08"4(m)             |
| 1965      | Abdon Pamich ?                                         | 44'36"2(m)             |
| 1966      | Abdon Pamich ?                                         | 44'46"4(m)             |
| 1967      | Abdon Pamich ?                                         | 44'52"2(m)             |
| 1968      | Abdon Pamich ?                                         | 45'22"2(m)             |
| 1969      | Abdon Pamich ?                                         | 45'04"2(m)             |
| 1970/1978 | Gara non in programma                                  | Gara non in programma  |
| 1979      | Maurizio Damilano Centro Sportivo Esercito             | 41'39"7                |
| 1980      | Carlo Mattioli Centro Sportivo Carabinieri             | 40'46"1                |
| 1981      | Maurizio Damilano Sisport Fiat                         | 41'24"75               |
| 1982      | Maurizio Damilano Sisport Fiat                         | 41'33"97               |
| 1983      | Maurizio Damilano Sisport Fiat                         | 41'31"24               |
| 1984      | Maurizio Damilano Sisport Fiat                         | 40'51"53               |
| 1985      | Maurizio Damilano Sisport Fiat                         | 39'41"95               |
| 1986      | Carlo Mattioli Centro Sportivo Carabinieri             | 40'13"50               |
| 1987      | Gara non in programma                                  | Gara non in programma  |
| 1988      | Giovanni De Benedictis Centro Sportivo Carabinieri     | 40'33"00               |
| 1989      | Giovanni De Benedictis Centro Sportivo Carabinieri     | 39'39"40               |
| 1990      | Giovanni De Benedictis Centro Sportivo Carabinieri     | 39'10"35               |
| 1991      | Giovanni De Benedictis Centro Sportivo Carabinieri     | 40'17"54               |
| 1992      | Giovanni De Benedictis Centro Sportivo Carabinieri     | 40'12"41               |
| 1993      | Giovanni De Benedictis Centro Sportivo Carabinieri     | 41'13"20               |
| 1994      | Michele Didoni Centro Sportivo Carabinieri             | 41'18"73               |
| 1995      | Giovanni De Benedictis Centro Sportivo Carabinieri     | 38'40"18               |
| 1996      | Michele Didoni Centro Sportivo Carabinieri             | 40'01"91               |
| 1997      | Giovanni De Benedictis Centro Sportivo Carabinieri     | 39'58"82               |
| 1998      | Michele Didoni Centro Sportivo Carabinieri             | 39'07"97               |
| 1999      | Ivano Brugnetti Gruppi Sportivi Fiamme Gialle          | 39'53"34               |
| 2000      | Marco Giungi Gruppi Sportivi Fiamme Gialle             | 39'35"87               |
| 2001      | Michele Didoni Centro Sportivo Carabinieri             | 41'17"48               |
| 2002      | Giovanni De Benedictis Centro Sportivo Carabinieri     | 41'12"19               |
| 2003      | Andrea Manfredini Assindustria Sport Padova            | 41'08"03               |
| 2004      | Lorenzo Civallero Centro Sportivo Carabinieri          | 40'13"45               |
| 2005      | Enrico Lang Gruppo Sportivo Forestale                  | 41'42"49               |
| 2006      | Ivano Brugnetti Gruppi Sportivi Fiamme Gialle          | 39'48"52               |
| 2007      | Alex Schwazer Centro Sportivo Carabinieri              | 40'39"21               |
| 2008      | Ivano Brugnetti Gruppi Sportivi Fiamme Gialle          | 39'12"33               |
| 2009      | Ivano Brugnetti Gruppi Sportivi Fiamme Gialle          | 40'19"93               |
| 2010      | Alex Schwazer Centro Sportivo Carabinieri              | 40'04"99               |
| 2011      | Jean-Jacques Nkouloukidi Gruppi Sportivi Fiamme Gialle | 39'44"70               |

### Marcia 10 km
I 10 km di marcia (su strada) sono la specialità più recente dei campionati; furono inseriti nel 2012, andando a sostituire i 10 000 metri di marcia su pista.
| Anno | Atleta (società)                                          | Prestazione |
| ---- | --------------------------------------------------------- | ----------- |
| 2012 | Giorgio Rubino Gruppi Sportivi Fiamme Gialle              | 39'17"      |
| 2013 | Matteo Giupponi Centro Sportivo Carabinieri               | 40'40"42(~) |
| 2014 | Giorgio Rubino Gruppi Sportivi Fiamme Gialle              | 40'13"      |
| 2015 | Federico Tontodonati CUS Torino                           | 40'36"      |
| 2016 | Francesco Fortunato Gruppi Sportivi Fiamme Gialle         | 40'31"      |
| 2017 | Federico Tontodonati Centro Sportivo Aeronautica Militare | 40'34"      |
| 2018 | Massimo Stano Gruppo Sportivo Fiamme Oro                  | 39'19"      |
| 2019 | Gianluca Picchiottino Gruppi Sportivi Fiamme Gialle       | 41'21"      |
| 2020 | Francesco Fortunato Gruppi Sportivi Fiamme Gialle         | 39'96"      |
| 2021 | Francesco Fortunato Gruppi Sportivi Fiamme Gialle         | 40'02"      |
| 2022 | Francesco Fortunato Gruppi Sportivi Fiamme Gialle         | 39'59"      |
| 2023 | Francesco Fortunato Gruppi Sportivi Fiamme Gialle         | 39'50"      |
| 2024 | Andrea Agrusti Gruppi Sportivi Fiamme Gialle              | 39"55       |
| 2025 | Francesco Fortunato Gruppi Sportivi Fiamme Gialle         | 39'19"      |

### Ora di marcia
Questa gara fu introdotta nel programma dei campionati italiani assoluti di atletica leggera esclusivamente nell'edizione del 1920. La gara consisteva nel marciare per un'ora su pista e il vincitore era l'atleta che aveva percorso la distanza maggiore.
| Anno | Atleta (società) | Prestazione |
| ---- | ---------------- | ----------- |
| 1920 | Ugo Frigerio ?   | 11 552,52 m |

### Marcia 15 km
I 15 km di marcia si effettuarono ai campionati italiani solo nel 1987.
| Anno | Atleta (società)    | Prestazione |
| ---- | ------------------- | ----------- |
| 1987 | Maurizio Damilano ? | 1h01'31"    |

### Marcia 20 km
I 20 km di marcia entrarono a far parte del programma dei campionati italiani nel 1927 e continuano tuttora a farne parte.
| Anno | Atleta (società)                                          | Prestazione |
| ---- | --------------------------------------------------------- | ----------- |
| 1947 | Pino Dordoni ?                                            | 1h41'48"0   |
| 1948 | Pino Dordoni ?                                            | 1h41'14"0   |
| 1949 | Pino Dordoni ?                                            | 1h38'37"0   |
| 1950 | Pino Dordoni ?                                            | 1h46'31"0   |
| 1951 | Salvatore Cascino ?                                       | 1h27'34"2   |
| 1952 | Pino Dordoni ?                                            | 1h43'03"2   |
| 1953 | Pino Dordoni ?                                            | 1h45'25"0   |
| 1954 | Pino Dordoni ?                                            | 1h38'55"8   |
| 1955 | Pino Dordoni ?                                            | 1h35'37"0   |
| 1956 | Pino Dordoni ?                                            | 1h38'41"0   |
| 1957 | Pino Dordoni ?                                            | 1h34'03"6   |
| 1958 | Abdon Pamich ?                                            | 1h38'17"3   |
| 1959 | Abdon Pamich ?                                            | 1h35'44"0   |
| 1960 | Abdon Pamich ?                                            | 1h38'42"0   |
| 1961 | Abdon Pamich ?                                            | 1h33'34"0   |
| 1962 | Abdon Pamich ?                                            | 1h35'05"0   |
| 1963 | Abdon Pamich ?                                            | 1h29'31"4   |
| 1964 | Abdon Pamich ?                                            | 1h39'36"8   |
| 1965 | Abdon Pamich ?                                            | 1h31'29"0   |
| 1966 | Abdon Pamich ?                                            | 1h33'09"0   |
| 1967 | Abdon Pamich ?                                            | 1h39'59"5   |
| 1968 | Abdon Pamich ?                                            | 1h38'33"0   |
| 1969 | Abdon Pamich ?                                            | 1h31'32"2   |
| 1970 | Vittorio Visini Centro Sportivo Carabinieri               | 1h25'25"4   |
| 1971 | Abdon Pamich ?                                            | 1h45'26"6   |
| 1972 | Armando Zambaldo Gruppi Sportivi Fiamme Gialle            | 1h25'31"4   |
| 1973 | Armando Zambaldo Gruppi Sportivi Fiamme Gialle            | 1h31'03"3   |
| 1974 | Armando Zambaldo Gruppi Sportivi Fiamme Gialle            | 1h32'39"2   |
| 1975 | Armando Zambaldo Gruppi Sportivi Fiamme Gialle            | 1h28'49"9   |
| 1976 | Vittorio Canini ?                                         | 1h28'53"2   |
| 1977 | Roberto Buccione Gruppi Sportivi Fiamme Gialle            | 1h26'37"5   |
| 1978 | Maurizio Damilano Sisport Fiat                            | 1h26'42"0   |
| 1979 | Giorgio Damilano FIAT Torino                              | 1h28'30"0   |
| 1980 | Maurizio Damilano Sisport Fiat                            | 1h23'15"8   |
| 1981 | Maurizio Damilano Sisport Fiat                            | 1h24'11"0   |
| 1982 | Maurizio Damilano Sisport Fiat                            | 1h22'06"0   |
| 1983 | Maurizio Damilano Sisport Fiat                            | 1h21'49"1   |
| 1984 | Maurizio Damilano Sisport Fiat                            | 1h20'09"0   |
| 1985 | Maurizio Damilano Sisport Fiat                            | 1h22'53"0   |
| 1986 | Maurizio Damilano Sisport Fiat                            | 1h23'55"0   |
| 1987 | Carlo Mattioli Centro Sportivo Carabinieri                | 1h25'53"0   |
| 1988 | Maurizio Damilano Sisport Fiat                            | 1h20'26"0   |
| 1989 | Giovanni De Benedictis Centro Sportivo Carabinieri        | 1h22'01"0   |
| 1990 | Giovanni De Benedictis Centro Sportivo Carabinieri        | 1h22'59"0   |
| 1991 | Giovanni De Benedictis Centro Sportivo Carabinieri        | 1h23'42"0   |
| 1992 | Maurizio Damilano Sisport Fiat                            | 1h22'46"67  |
| 1993 | Giovanni De Benedictis Centro Sportivo Carabinieri        | 1h26'39"0   |
| 1994 | Giuseppe De Gaetano ?                                     | 3h51'54"    |
| 1996 | Giovanni De Benedictis Centro Sportivo Carabinieri        | 1h22'31"0   |
| 1997 | Giovanni De Benedictis Centro Sportivo Carabinieri        | 1h24'43"0   |
| 1998 | Marco Giungi Gruppi Sportivi Fiamme Gialle                | 1h24'33"0   |
| 1999 | Giovanni De Benedictis Centro Sportivo Carabinieri        | 1h22'34"0   |
| 2000 | Marco Giungi Gruppi Sportivi Fiamme Gialle                | 1h24'30"0   |
| 2001 | Giovanni De Benedictis Centro Sportivo Carabinieri        | 1h26'18"0   |
| 2002 | Marco Giungi Gruppi Sportivi Fiamme Gialle                | 1h19'49"0   |
| 2005 | Giorgio Rubino Gruppi Sportivi Fiamme Gialle              | 1h24'04"    |
| 2006 | Fortunato D'Onofrio Centro Sportivo Aeronautica Militare  | 1h25'46"    |
| 2007 | Alex Schwazer Centro Sportivo Carabinieri                 | 1h25'16"    |
| 2008 | Alex Schwazer Centro Sportivo Carabinieri                 | 1h23'28"    |
| 2009 | Jean-Jacques Nkouloukidi Gruppi Sportivi Fiamme Gialle    | 1h25'18"    |
| 2010 | Jean-Jacques Nkouloukidi Gruppi Sportivi Fiamme Gialle    | 1h24'34"    |
| 2011 | Marco De Luca Gruppi Sportivi Fiamme Gialle               | 1h28'55"    |
| 2012 | Federico Tontodonati CUS Torino                           | 1h28'37"    |
| 2013 | Vito Di Bari Gruppi Sportivi Fiamme Gialle                | 1h26'27"    |
| 2014 | Giorgio Rubino Gruppi Sportivi Fiamme Gialle              | 1h26'57"    |
| 2015 | Massimo Stano Gruppo Sportivo Fiamme Oro                  | 1h22'16"    |
| 2016 | Federico Tontodonati Centro Sportivo Aeronautica Militare | 1h21'56"    |
| 2017 | Francesco Fortunato Gruppi Sportivi Fiamme Gialle         | 1h22'04"    |
| 2018 | Massimo Stano Gruppo Sportivo Fiamme Oro                  | 1h21'02"    |
| 2019 | Francesco Fortunato Gruppi Sportivi Fiamme Gialle         | 1h22'38"    |
| 2021 | Federico Tontodonati Centro Sportivo Aeronautica Militare | 1h20'12"    |
| 2022 | Gianluca Picchiottino Gruppi Sportivi Fiamme Gialle       | 1h22'08"    |
| 2023 | Francesco Fortunato Gruppi Sportivi Fiamme Gialle         | 1h21'11"    |